# 칼라가디구

칼라가디구

칼라가디구(영어: Kgalagadi District)는 보츠와나 남서부에 위치한 구로, 행정 중심지는 차봉이며 면적은 105,200km2, 인구는 42,049명(2001년 기준)이다. 북서쪽과 남서쪽으로는 나미비아, 남쪽과 남동쪽으로는 남아프리카 공화국과 국경을 맞대고 있으며 북쪽으로는 간지구, 북동쪽으로는 퀘넹구, 동쪽으로는 남부구와 인접해 있다.